# André Mathes
André Mathes (* 5. Februar 1975 in Mainz) ist ein deutscher American-Football-Nationalspieler. Seine größten Erfolge sind der Gewinn der Europameisterschaft mit der deutschen American-Football-Nationalmannschaft in den Jahren 2001 und 2010 sowie der zweimalige Sieg im World Bowl. Er gewann zudem den Eurobowl und war mehrmals deutscher und Schweizer Meister.

## Leben
André Mathes wurde am 5. Februar 1975 in der Familie eines Schlossers geboren. In der Folge wuchs Mathes in Guntersblum in Rheinhessen auf. Nach dem Besuch der Grundschule wechselte er schließlich auf eine Hauptschule. Bereits in dieser Zeit betrieb Mathes viel Sport beim Turnverein 1848 Guntersblum. Nach einer Ausbildung in der familieneigenen Schlosserei wechselte er im Alter von 20 Jahren zur Saison 1994/1995 als Offensive Liner zu den Mainz Golden Eagles. Dort spielte er zunächst in der Regionalliga. 1999 gewann der 1,96 Meter große und 140 kg schwere Spieler mit den Frankfurt Galaxy zum ersten Mal den World Bowl. Im gleichen Jahr debütierte er bei den Hamburg Blue Devils in der German Football League. Er erreichte mit Hamburg das Endspiel um die deutsche Meisterschaft, musste sich dort aber den Braunschweig Lions geschlagen geben. Anschließend spielte er zwei Jahre bei den Düsseldorf Panther, gefolgt von der Station Rüsselsheim Razorbacks. Im Frühjahr 2004 gewann er mit Berlin Thunder in der NFL Europe den World Bowl. In der anschließenden GFL-Saison 2004 sowie 2005 stand er in Diensten der Braunschweig Lions. Nachdem er in seinem ersten Braunschweiger Jahr deutscher Vizemeister geworden war, holte er mit den Niedersachsen 2005 den Titel. Im Vorfeld der Saison 2006 ging er zu den Marburg Mercenaries und wurde in seinem ersten Jahr mit den Hessen deutscher Vizemeister. Am 28. Mai 2008 bekam er vom damaligen Bundesminister des Innern Wolfgang Schäuble das Silberne Lorbeerblatt verliehen, die höchste Auszeichnung für Sportler in Deutschland. Im Frühjahr 2009 wechselte er von Marburg zu den Berlin Adlern. In der Saison 2009 gewann er mit Berlin das Endspiel um die deutsche Meisterschaft. 2010 zog er mit den Hauptstädtern wiederum ins Finale ein, verlor dort aber gegen Kiel. Gleichwohl gewann er mit Berlin dieser Saison den Eurobowl.
Seit 2011 steht Mathes, der in seiner Freizeit in seiner Heimatgemeinde Guntersblum Hockey spielt, in der Schweiz bei den Calanda Broncos unter Vertrag. Bei der Mannschaft aus dem Kanton Graubünden wurde er Publikumsliebling und gewann mit der Mannschaft mehrmals die Meisterschaft sowie 2012 den Eurobowl.

### Nationalmannschaft
1998 gab er seinen Einstand in der deutschen Nationalmannschaft. Im Jahr 2000 wurde er Zweiter der Europameisterschaft und 2001 Europameister. 2003 gewann er mit der Auswahl die Bronzemedaille bei den 2. IFAF American-Football-Weltmeisterschaften. Darüber hinaus gewann Mathes mit der Nationalmannschaft bei den World Games 2005 in Duisburg den ersten Platz. Bei der WM 2007 holte er abermals Bronze. 2010 wurde er mit Deutschland Europameister.